# Kákófalva község
Kákófalva község (románul: Comuna Grădinari) község Krassó-Szörény megyében, Romániában. Központja Kákófalva, hozzá tartozik Gerőc.

## Népessége
A 2011-es népszámlálás adatai alapján a község népessége 1956 fő volt.